# Calendário gregoriano proléptico
Calendário gregoriano proléptico se refere à extensão do calendário gregoriano para os dias e anos anteriores à sua adoção,ocorrida quando o dia 4 de outubro de 1582, do calendário juliano, foi seguido pelo dia 15 de outubro de 1582, pelo calendário gregoriano.
Pelo calendário gregoriano proléptico, os anos entre 1 d.C. e 1582 seguem as mesmas regras do calendário gregoriano para saber se são ou não são bissextos; a diferença para o calendário juliano ocorre nos anos múltiplos de 100 que não são múltiplos de 400. O ano 1 a.C., e os demais anos antes de Cristo, são tratados matematicamente como sendo um número acima; ou seja, 1 a.C. corresponde ao número 0, que, por ser múltiplo de 400, corresponde a um ano bissexto.
Quase todo dia pode ser representado por duas datas diferentes, uma no calendário gregoriano proléptico, e outra no calendário juliano proléptico; as únicas datas que são as mesmas nos dois calendários ocorreram entre 1 de março de 200 e 28 de fevereiro de 300.